# 特別支援学校の幼稚部及び高等部における学校給食に関する法律
特別支援学校の幼稚部及び高等部における学校給食に関する法律（とくべつしえんがっこうのようちぶおよびこうとうぶにおけるがっこうきゅうしょくにかんするほうりつ、昭和32年5月20日法律第118号）は、特別支援学校の幼稚部および高等部において学ぶ幼児および生徒の学校給食に関する法律である。

## 目的
この法律は、特別支援学校における教育の特殊性にかんがみ、特別支援学校の幼稚部及び高等部において学ぶ幼児及び生徒の心身の健全な発達に資し、あわせて国民の食生活の改善に寄与するため、学校給食の実施に関し必要な事項を定め、かつ、その普及充実を図ることを目的とする（第1条）。
なお幼稚部及び高等部に対象が限定されているのは、小学部及び中学部は学校給食法の対象だからである。

## 題名の改正
制定時の題名は、盲学校、聾学校及び養護学校の幼稚部及び高等部における学校給食に関する法律（もうがっこう、ろうがっこうおよびようごがっこうのようちぶおよびこうとうぶにおけるがっこうきゅうしょくにかんするほうりつ）であった。「学校教育法の一部を改正する法律（平成18年6月21日法律第80号）」により盲学校、聾学校及び養護学校が特別支援学校になったことに伴う改正で、2007年（平成19年）4月1日から改称された。